# 咸平警察署
咸平警察署（ハムピョンけいさつしょ）は、全南地方警察庁所管の警察署である。

## 管轄区域
- 咸平郡

## 沿革
- 1945年10月21日 - 開署

## 組織
- 警務課
- 生活安全交通課
- 捜査課
- 情報保安課

## 管轄派出所
- 邑内派出所
- 南部派出所
- 西部派出所
- 大洞派出所
- 羅山派出所
- 海保派出所
- 月也派出所

## 管轄治安センター
- 酒浦治安センター
- 厳多治安センター
- 新光治安センター